# Teatro Municipal Sandoval Wanderley
O Teatro Municipal Sandoval Wanderley é um pequeno teatro de arena da cidade de Natal, no estado do Rio Grande do Norte. Fica na Avenida Presidente Bandeira ( Av. 2 ), no bairro do Alecrim.

## História
O teatro foi o segundo a ser construído em Natal, em 1962 — o primeiro foi o Teatro Alberto Maranhão, em 1904 —, e tem capacidade para cerca de 150 espectadores. Leva o nome do ator assuense Sandoval Wanderley, que criou os grupos Conjunto Teatral Potiguar (em 1941) e o Teatro de Amadores de Natal (em 1951).
Durante as décadas de 1980 e 1990, o teatro foi amplamente utilizado para peças infantis e de grupos teatrais pequenos, e para gravação de programas de TV e apresentações musicais de gêneros diversos, como grupos de chorinho e bandas de rock.
O teatro ficou abandonado durante muitos anos até ser interditado por tempo indeterminado pelo Corpo de Bombeiros e Ministério Público em 2009. Um projeto de reforma existe, mas nunca foi executado.